# Saxofridericia inermis
Saxofridericia inermis är en gräsväxtart som beskrevs av Adolpho Ducke. Saxofridericia inermis ingår i släktet Saxofridericia och familjen Rapateaceae. Inga underarter finns listade i Catalogue of Life.